# José Félix Mira
José Félix Mira ComC (Arraiolos, Arraiolos, 20 de Novembro de 1901 - Arraiolos, Arraiolos, 24 de Novembro de 1981) foi um empresário agrícola e político português. Foi Governador Civil de Évora de 1948 a 1968.

## Família
Filho de José Amaral Mira (Arraiolos, Arraiolos, 17 de Julho de 1864 - Arraiolos, Arraiolos, 17 de Outubro de 1934), Lavrador e Proprietário, e de sua mulher (Arraiolos, Arraiolos, 18 de Outubro de 1890) Joaquina Rosa Félix (Mértola, Santana de Cambas, 13 de Fevereiro de 1863 - Arraiolos, Arraiolos, 11 de Novembro de 1940).

## Biografia
Lavrador e Proprietário, Governador Civil do Distrito de Évora, Comendador de Número da Ordem do Mérito Civil de Espanha a 16 de Dezembro de 1963 e Comendador da Ordem Militar de Cristo a 16 de Agosto de 1966.

## Casamento e descendência
Casou primeira vez em Arraiolos, Arraiolos, a 4 de Junho de 1924 com sua prima-irmã e em 2.º grau Ana Eduarda Amaral Mira Queiroga (Arraiolos, Arraiolos, 11 de Janeiro de 1902 - Évora, Santo Antão, 17 de Abril de 1971), filha de Eduardo Queiroga (Arraiolos, Vimieiro, 2 de Setembro de 1870 - Arraiolos, Arraiolos, 10 de Abril de 1934), Lavrador e Proprietário, Vereador da Câmara Municipal de Arraiolos, e de sua mulher e prima-irmã (Arraiolos, Arraiolos) Mariana Amaral Mira (Arraiolos, Arraiolos, 18 de Outubro de 1871 - Arraiolos, Arraiolos, 30 de Setembro de 1940), com geração.